# Rallye dansant
Pour les articles homonymes, voir Rallye.
Un rallye dansant, ou rallye mondain, souvent abrégé en « rallye », est une organisation qui permet à un groupe de jeunes ayant plus ou moins le même âge de se retrouver régulièrement et tout au long de plusieurs années, lors d'activités organisées à cet effet, notamment de soirées dansantes, éventuellement assorties de cours de danses de société (typiquement rock, valse ou autres danses de salon, selon l'époque et le milieu social).
Il s’appuie sur une sélection homogène de ses membres, car c’est son principe même d’existence : regrouper entre eux des jeunes de familles qui considèrent qu’elles se ressemblent que ce soit sur un plan social, culturel ou religieux.
Les rallyes existent aujourd’hui en France dans plusieurs grandes villes (Paris, Lyon, Toulouse, Rennes, Strasbourg, Nantes, Orléans, Tours, Nancy, etc.) et également dans d'autres pays européens,  en particulier en Belgique où cette pratique recopie étroitement le modèle français, en Allemagne, au Royaume-Uni[réf. nécessaire], etc. Il concerne des communautés culturelles, sociales ou religieuses (principalement catholiques, protestantes et juives) pouvant s'identifier. Le concept s’est également développé au sein de villes et de groupes sociaux qui n’en créaient pas auparavant.  Ainsi d’un rallye à l’autre, l'environnement social et culturel de ses membres peut être différent.

## Origine
Dans son livre de mémoires Comment j'ai vu 1900, la comtesse de Pange, née Pauline de Broglie, indique qu'avant 1914 quelques mères de la très bonne société ayant chacune une fille à marier pouvaient se regrouper pour donner un bal. Cette coutume pourrait être à l'origine des rallyes contemporains. L'usage du terme « rallye », proposé comme substitut chic (et à visée matrimoniale explicite) à « soirée dansante » ou « surprise-partie », est attesté dès les années 1920. L'hécatombe de la Première Guerre mondiale, qui a spectaculairement réduit la disponibilité en fiancés potentiels, a encouragé le phénomène.
Les rallyes se développent vers 1950, alors que les mariages explicitement arrangés deviennent de plus en plus difficiles à imposer. Imaginés par des familles françaises issues de la noblesse et de la bourgeoisie, il s'agit d'une systématisation des rallyes, soirées ponctuelles organisées jusqu'alors. L'idée s’inspire indirectement de celle de Napoléon qui, cherchant à reconstituer la noblesse, organisait des soirées entre héritiers de familles nobles d'ancien régime et de familles bourgeoises ; ces dernières trouvaient ainsi parfois le moyen d'accéder à une légitimité sociale plus rapidement. De façon plaisante la dénomination rallye évoque la chasse à courre et au mari.
Des années 1950 aux années 1970, certains rallyes étaient le lieu de regroupement de l’ancienne noblesse pouvant aller jusqu'à l'examen des quartiers de noblesse. En général, ils incluaient un mélange de membres de familles se rattachant à une origine aristocratique et de membres de riches familles bourgeoises, à la réputation plus récente. Il existe à l'époque une grande vigilance quant à l’authentification des noms de famille, les organisateurs ou plutôt les organisatrices préférant une authentique origine bourgeoise à une fausse noblesse trop récente (deux titres et noms de noblesses sur trois en France sont faux). Tout au long de ces années, la culture catholique est largement dominante au sein de ces rallyes. Au moins à Paris les leçons de danse sont données par quelques institutions réputées comme Baraduc, rue de Ponthieu. 
A cette époque le rallye prend souvent le nom de la mieux titrée ou la plus en vue des quelques femmes formant le comité d'organisation. Les soirées se passent généralement dans les salons dorés de l'hôtel particulier ou le très grand appartement d'une des familles et le nombre des jeunes invités ne dépasse guère la centaine.

## La forme d’organisation traditionnelle d'un rallye, héritée de celle des années 1950
Traditionnellement, un rallye est organisé par les mères de jeunes filles. Elles invitent leurs amies dont les enfants ont le même âge (environ) ; les connaissances les plus proches sont souvent invitées à en faire de même par un parrainage organisé. Le processus traditionnel de constitution d’un rallye est très similaire à celui d’une invitation privée. Chaque parent de jeune fille propose ensuite deux cavaliers garçons légèrement plus âgés qui vont être également filtrés de façon à aboutir à un équilibre filles-garçons. Les parents de jeune fille reçoivent au cours d’une soirée dansante. Les mères de jeunes filles reçoivent, la plupart du temps dans un hôtel particulier prêté pour l'occasion mais parfois dans des lieux prestigieux, comprenant un budget onéreux. L’homogénéité est le critère principal car les organisatrices et les participants souhaitent y retrouver des « pairs » appartenant au même milieu. Le Bottin mondain ou l'annuaire du Polo de Paris mais aussi des publications plus inattendues comme l'annuaire des administrateurs de sociétés jouent un rôle sélectif. 
Les rallyes peuvent commencer vers l'âge de 10-12 ans pour les filles et 12-14 ans pour les garçons (les rallyes traditionnels respectent un décalage entre l'âge moyen des filles et celui des garçons, plus âgés). On peut estimer que la liste des participant(es) est stabilisée au bout de deux ans et elle est détenue par une présidente bénévole.
Initialement les rallyes démarraient par un rallye bridge de 12 ans à 15 ans ou une après-midi dansante, en fait un cours de danse chez un professionnel où les jeunes se retrouvaient et faisaient connaissance. Aujourd'hui, les premières années prévoient des activités de loisir dans l’après-midi. Les activités peuvent être orientées vers : la culture (musée, spectacle, etc.), le sport, les activités manuelles, ou les loisirs (patinoire, bowling, etc.), groupe scout. Elles se transforment ensuite en cours de danses de société puis en soirées dansantes. Les rallyes qui commencent plus tardivement (vers 15 ans) proposent le plus souvent directement ces soirées dansantes avec cours de danse, comme unique activité. 
Au bout de deux ou trois années, le groupe de départ s'élargit jusqu'à atteindre entre 100 et 150 membres selon les rallyes. Ce nombre est lié au souhait des organisatrices bénévoles et à la taille des salles des différentes villes où ont lieu les soirées. Ainsi Paris et Lyon regroupent les rallyes de plus grande taille.
Lors des soirées dansantes, la danse pratiquée le plus souvent est le rock ; on y retrouve également, mais de façon plus épisodique, d'autres danses de salon comme la valse, la salsa ou le madison. Les invitations, les réponses et les remerciements se font par écrit. Longtemps la tenue est restée très codifiée : robe longue pour les filles, smoking pour les garçons.
Pour les sociologues Monique Pinçon-Charlot et Michel Pinçon, les rallyes traditionnels prennent place dans un système sociologique permettant à la haute bourgeoisie française de se retrouver et de défendre ses intérêts. Le but du rallye est de compléter l'apprentissage scolaire et familial. « Il a sa spécificité : apprendre collectivement à reconnaître son semblable de l'autre sexe et à identifier les partenaires possibles pour des relations amicales ou amoureuses ». Il permet aussi de valoriser son milieu et d'en connaître les limites. Il favorise ainsi l'entre-soi et l'esprit de  cercle.

## La typologie des rallyes dansants aujourd'hui
Depuis le début des années 2000, le concept des rallyes s'est développé et élargi avec la création de nouvelles formes d'organisation. Deux types d'organisation coexistent aujourd'hui :   
- Les rallyes organisés ou non sous forme d'association à but non lucratif et gérés par des bénévoles, ils se déroulent périodiquement dans les grandes villes, leur organisation étant assurée par des parents de familles qui recrutent leurs pairs au sein de la haute bourgeoisie et de l'ancienne aristocratie. Ils sont encore liés à une appartenance commune religieuse (catholique ou juive principalement) même si ce critère voit son importance décliner. Le réseau amical et familial des parents demeure le lieu spécifique du recrutement et l'organisation se fait d'une année sur l'autre. Ces rallyes se succèdent à peu près selon les années de naissances des jeunes filles. Selon la tradition, une jeune fille est inscrite dans un rallye puisqu’elle et sa famille recevront à l’occasion d’une soirée, et les garçons sont souvent inscrits dans plusieurs rallyes puisqu’ils sont invités. La tendance serait de laisser les jeunes filles gérer certains aspects des soirées (musique, graphisme des cartons, thème de la soirée, etc.) Ces rallyes existent (ou ont existé récemment) à Paris ou Versailles mais aussi à Rennes, Nantes, Toulouse, Angers, Nancy, etc. Il y en a aussi à Bruxelles.
- Les rallyes organisés par une entreprise commerciale et à but lucratif déclaré. Ces rallyes sont donc organisés par une marque ou une entreprise commerciale. Ils recrutent une partie de leurs membres dans la haute bourgeoisie et l’ancienne aristocratie mais sont ouverts à des familles plus récemment fortunées. À Paris, le nombre de jeunes inscrits par leurs parents peut atteindre 800 et la cotisation annuelle est élevée. Le nom de ces rallyes rappelle un lieu prestigieux, une pierre précieuse et se veut toujours valorisant.